# Günter Rabending
Günter Max Rabending (* 6. Juni 1931 in Dresden; † 20. August 2023) war ein deutscher Neurologe und Epileptologe sowie  Hochschullehrer.

## Leben und Werk
Nach dem Medizinstudium an der Ernst-Moritz-Arndt-Universität Greifswald von 1949 bis 1954 absolvierte Rabending seine Facharztweiterbildung von 1956 bis 1959 in Rostock und Dresden. 1959 folgte die EEG-Ausbildung und eine dreimonatige Tätigkeit an der Abteilung für klinische Neurophysiologie der Albert-Ludwigs-Universität Freiburg bei Richard Jung. Von 1960 bis 1973 war er Oberarzt an der Nervenklinik der Medizinischen Akademie Magdeburg mit Leitung der Abteilung für klinische Neurophysiologie, 1961 gründete er eine Epilepsieambulanz. 1965 habilitierte Rabending sich und wurde 1966 zum Dozenten für Neurologie und Psychiatrie ernannt.  1970 wurde er zum ordentlichen Professor für Neurologie und Psychiatrie an der Medizinischen Akademie Magdeburg berufen. 1973 erfolgte die Umberufung zum ordentlichen Professor für Neurologie und Psychiatrie an der Universität Greifswald und 1974 zum Direktor der Universitätsklinik für Neurologie und Psychiatrie in Greifswald. Unter seiner Leitung entwickelte sich die Greifswalder Nervenklinik zu dem führenden Epilepsiezentrum in der DDR mit einer überregionalen Spezialambulanz und einer breiten wissenschaftlichen Publikationstätigkeit.
1991 legte er sein Amt als Klinikdirektor vorzeitig nieder und war noch einige Jahre als niedergelassener Neurologe in Greifswald tätig.
Von 1975 bis 1991 war Rabending Leiter der EEG-Ausbildungskurse der Akademie für Ärztliche Fortbildung der DDR (mit Hannelore Zettler, Berlin), von 1976 bis 1983 Vorsitzender der Gesellschaft für Neuroelektrodiagnostik der DDR und von 1983 bis 1990 Vorsitzender der Sektion Epilepsie der DDR in der Internationalen Liga gegen Epilepsie (englisch International League Against Epilepsy, ILAE).
Einer seiner Schüler und späterer Leiter des Epilepsiebereichs in Greifswald ist der Neurologe und Epileptologe Uwe Runge. Zusammen mit diesem entwickelte er u. a. den elektronischen Anfallskalender Epivista, der u. a. im Norddeutschen Epilepsiezentrum für Kinder und Jugendliche in Raisdorf breite Anwendung fand.
Neben zahlreichen Beiträgen in Fachzeitschriften ist Rabending (Ko-)Autor oder (Mit-)Herausgeber der folgenden Bücher
- G. Rabending, H. Klepel: Die Fotostimulation als Aktivierungsmethode in der Elektroenzephalographie. (= Sammlung zwangloser Abhandlungen aus dem Gebiete der Psychiatrie und Neurologie. Band 47). G. Fischer, Jena 1978.
- G. Rabending, K. Jährig, W. Fischer, H. Klepel: Epilepsien. Leitfaden für die Praxis. 2. Auflage. G. Thieme, Leipzig/Weinheim 1985.
- J. Quandt, H. Sommer, G. Harrer, G. Rabending (Hrsg.): Neurologie – Grundlagen und Klinik. 2., überarbeitete Auflage. G. Thieme, Leipzig 1982.
- G. Rabending (Hrsg.): Epilepsie. Grundlagen und Perspektiven. 14 Übersichtsarbeiten aus The Lancet. Schwer, Stuttgart 1991.
- G. Rabending: Aspekte der Pharmakotherapie, Psychopharmaka (Epilepsie). J. A. Barth, Leipzig/Heidelberg 1992.
- G. Rabending, U. Runge: Behandlungsprotokolle bei Epilepsien. G. Fischer, Ulm / Stuttgart / Jena / Lübeck 1997.

## Auszeichnungen
- 1989 Korrespondierendes Mitglied der Deutschen Sektion der Internationalen Liga gegen Epilepsie (seit 2004: Deutsche Gesellschaft für Epileptologie)
- 1998 Ehrenmitgliedschaft der Deutschen Sektion der Internationalen Liga gegen Epilepsie (seit 2004: Deutsche Gesellschaft für Epileptologie)